# Pueblo kipchak

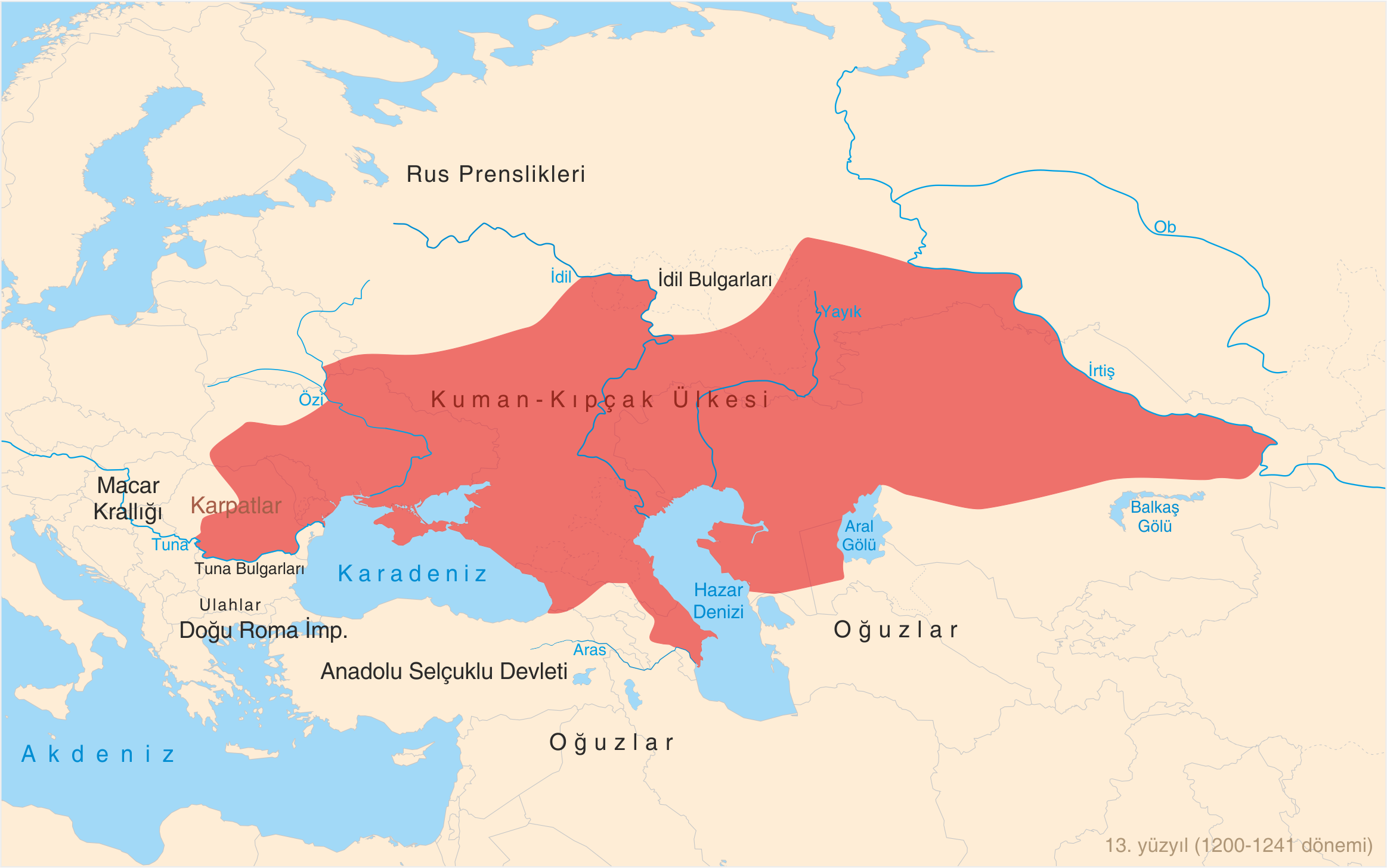
Confederación kipchak-cumana en Eurasia antes de que comenzaran las invasiones mongolas.

El pueblo kipchak (también escrito: kipchaks, kipczaks, qipchaqs, qypchaqs, kıpçaklar o kyfchaks, por los geógrafos árabes; en turco: Kıpçak; en georgiano: ყივჩაყი, ყიფჩაღი; en tártaro de Crimea: Qıpçaq; en karachái-bálkaro: Къыпчакъ; en uzbeko: Қипчоқ, romanizado: Qipchoq; en kazajo: Қыпшақ; en cumuco: Къыпчакъ; en kirguís: Кыпчак; en nogayo: Кыпчак; en chino, 钦察 / 钦察; pinyin, , Qīnchá; en mongol: Кипчак) era una confederación tribal túrquica. Originaria del kanato de Kimek, conquistaron junto con los cumanos gran parte de la estepa euroasiática durante la expansión túrquica de los siglos XI y XII, y fueron a su vez dominados por las invasiones mongolas de principios del siglo XIII.
Bajo dominio mongol, el Kanato de Kipchak (la Horda de Oro) gobernó gran parte de la Europa Oriental por otros 150 años antes de desintegrarse debido a disputas internas. Sus últimos restos, tales como los tártaros del Kanato de Crimea y los gagaúzos, sobrevivieron hasta el siglo XVIII antes de ser absorbidos por el Imperio ruso.

## Historia

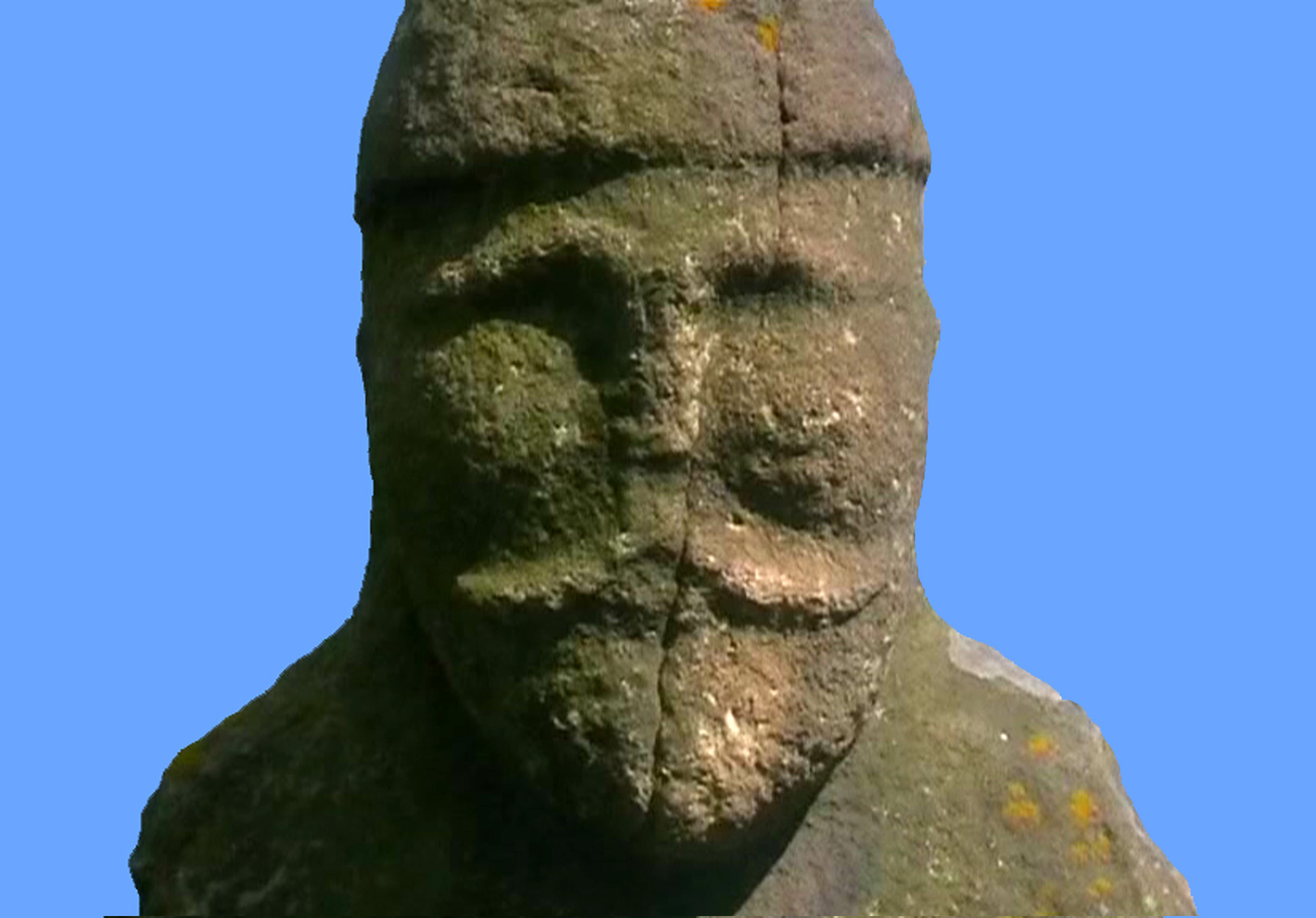
Escultura kipchak,, Luhansk.

Los kipchaks (denominados pólovtsy en ruso y ucraniano) eran una confederación tribal que se es estableció originalmente en la cuenca del río Irtish, posiblemente emparentados con los kimäks. Numerosos investigadores creen también que los kipchaks eran rubios y de ojos azules, descendientes del pueblo Dingling, que vivían en las estepas del sur de Siberia a finales del 1.er milenio a. C. y que según los cronistas chinos, eran rubios. A ellos se unieron los cumanos, que provenían del este del río Amarillo, y en el curso de la expansión turca habían emigrado hacia el oeste de Siberia y más allá en la región del Trans-Volga. Finalmente ocuparon un vasto territorio en la estepa eurasiática, que se extendía desde el norte del mar de Aral hacia el oeste a la región al norte del mar Negro, fundando un Estado conocido como Desht-i Qipchaq. Los cumanos se desplazaron aún más hacia el oeste, y alrededor del siglo XI llegaron a Moldavia, Valaquia y parte de Transilvania.
A finales del siglo XI y principios del XII, los cumanos y los kipchaks se involucraron en varios conflictos con los bizantinos, los habitantes de la Rus de Kiev, los húngaros (participaron sólo los cumanos) y los pechenegos (participaron sólo los cumanos), aliándose con uno u otro lado en distintas instancias. En 1089, fueron derrotados por Ladislao I de Hungría y nuevamente por el Gran príncipe de la Rus de Kiev Vladímir II Monómaco en el siglo XII. Saquearon Kiev en 1203.
Los cumanos huyeron hacia Hungría, y algunos de sus guerreros se convirtieron en mercenarios para las cruzadas y los bizantinos. 
Los kipchaks fueron derrotados finalmente por los mongoles de Batú Kan en 1241. Sin embargo, durante el Imperio mongol, los kipchaks constituían la mayoría de la población del kanato que fundó Batú y que comprendía la actual Rusia, Ucrania y Kazajistán, llamado Horda de Oro, la división occidental del Imperio mongol. La minoría mongol, que llegó a partir de 1240 junto a la clase dirigente, se asimiló fácilmente a la mayoritaria etnia túrquica kipchak. A partir del reinado del kan Berke (hermano menor de Batú) se dejó sentir paulatinamente el Islam entre las tribus kipchaks y mongoles, hasta entonces chamanistas, con minorías cristianas y budistas. A principios del siglo XIV, durante el reinado del kan Öz-Beg (tataranieto de Batú) se declaró al islam como la religión de Estado. Después de la caída del Imperio Mongol, los gobernantes de la Horda de Oro, apoyando su hegemonía en la fuerza que constituían las tribus kipchak, llamadas tártaras erróneamente por sus vecinos, siguieron conservando Sarái hasta 1502.
Los Estados tártaros sucesores de la Horda de Oro fueron los kanatos de Siberia (1428-1598), Kazán (1438-1552), Crimea (1441-1783) y Astracán (1466-1556). Todos estos Estados musulmanes caerían sucesivamente debido a la expansión rusa. Esta dominación se mantendrá hasta la actualidad. Los rusos, durante su dominación (tanto zarista como soviética), trataran de rusificar a la población tártara.
Con la disolución de la Unión Soviética, la Federación de Rusia apoyará la autonomía y el renacimiento cultural de las minorías étnicas de túrquicos noroccidentales.
En el Sultanato de Delhi, los sultanes Qutb-ud-din Aibak (fundador del sultanato) y Ghiyas ud din Balban, dos miembros destacados de la Dinastía de los Mamelucos o Dinastía de los esclavos, eran kipchaks/cumanos. 
Los miembros de la dinastía bahrí, la primera dinastía de sultanes mamelucos en Egipto, fueron kipchaks/cumanos. Dos de los ejemplos más prominentes fueron el sultán Baibars, de la tribu Barali, nacido en Solhat, Crimea, y el sultán Qalawun de la tribu Burj Oghlu. Este último fue hecho esclavo ya adulto y, a diferencia de la mayoría del resto de los sultanes mamelucos, nunca aprendió a hablar árabe con soltura. 
Algunos kipchaks sirvieron en la dinastía Yuan y fueron los kharchins.

## Lengua y cultura
Los kipchaks y los cumanos hablaban una lengua túrquica (idiomas kipchak y cumano, respectivamente) cuyo registro más importante que ha sobrevivido es el Codex Cumanicus, un diccionario de finales del siglo XIII con palabras en kipchak, cumano y latín. La presencia en Egipto de mamelucos hablantes de túrquico también estimuló la elaboración de diccionarios kipchak/cumano-árabes y gramáticas que son importantes en el estudio de diferentes lenguas túrquicas antiguas.
Según Mahmud Kashgari los kimäks y los Oğuz difieren del resto de las naciones túrquicas por la mutación de la y inicial a j (dj). Se sabe que algunos kipchaks y cumanos se convirtieron al cristianismo en el siglo XI a propuesta de georgianos, ya que estuvieron aliados en sus conflictos contra los musulmanes. Un gran número fueron bautizados a petición del rey georgiano David IV, que también se casó con una hija del khan kipchak Otrok. A partir de 1120, existió una iglesia nacional cristiana kipchak y un clero importantes. Luego de ser conquistados por los mongoles, el islam aumentó en popularidad entre los kipchaks de la Horda Dorada.
Cuando los miembros de la diáspora armenia se trasladaron desde la península de Crimea a la frontera entre Polonia-Ucrania a finales del siglo XIII, trajeron con ellos el kipchak, su idioma túrquico.
Durante los siglos XVI y XVII, la lengua túrquica de las comunidades armenias del pueblo kipchak era el armeno-kipchak. Tales grupos se establecieron en la zona de Leópolis y Kamianets-Podilski de lo que hoy es Ucrania.

## Tiempos modernos
La rama del noroeste moderna de las lenguas túrquicas a menudo se denomina como la rama kipchak. Las lenguas de esta rama son en su mayoría consideran descendientes de la lengua kipchak, y las personas que las hablan también pueden ser denominados pueblos kipchak. Algunos de los grupos tradicionalmente incluidos son los tártaros siberianos, gagaúzos, cumucos, nogayos, baskires, kazajos, kirguises, tártaros y tártaros de Crimea.
También hay un pueblo llamado 'Kipchak' en Crimea. Hay múltiples asentamientos como aldeas, pueblos de Turquía, que se refiere kipchaks.